# Rehlī
Rehlī är en ort i Indien.   Den ligger i distriktet Sāgar och delstaten Madhya Pradesh, i den centrala delen av landet, 600 km söder om huvudstaden New Delhi. Rehlī ligger 406 meter över havet och antalet invånare är 27 705.
Terrängen runt Rehlī är platt. Runt Rehlī är det ganska tätbefolkat, med 179 invånare per kvadratkilometer. Närmaste större samhälle är Garhākotā, 17,7 km nordost om Rehlī. Trakten runt Rehlī består till största delen av jordbruksmark.